# Левити
Левити (хебр. לֵוִי) су једно од дванаест израелских племена која према библијском предању воде порекло од Левија, а у крајњој линији од Арона, Мојсијевог првосвештеника. За разлику од осталих израелских племена, нису добили своје територије приликом јеврејског освајања Израела, већ су добили статус свештеничке касте.

## Стари завет
Левити се помињу у Старом завету у Књизи изласка (32) као група која је извршила покољ над 3000 Јевреја који су обожавали златно теле као божанство, за шта их је Мојсије наградио благословом. У Књизи бројева, приликом освајања Израела, Левити за разлику од осталих племена нису добили посебне територије, већ су добили статус свештеничке касте (4), право на десетак (18) који су остала племена била дужна да им плаћају, и 48 градова да се настане у њима (35). Трећа Мојсијева књига која садржи прописе о ритуалима и верским забранама се назива још и Књига Левитска.
У Првој књизи дневника цар Давид говори да није добро да нико осим Левита носи Заветни ковчег (15:2).

## Нови завет
Левити се помињу у Јеванђељу по Јовану, где иду заједно са јеврејским свештеницима код Јована Крститеља (1:19).
Апостол Варнава се у Делима апостолским помиње као "Левит родом са Кипра" (4:36).

## Савремено доба
Међу јеврејском заједницом и данас постоје људи који себе сматрају припадницима Левита, а код Ашкенази Јевреја се процењује да се тај број креће око 300.000 људи. У савременом Јудаизму, Левити су задржали посебну улогу током верске службе, и позивају се да благослове читање Торе.